# Perdita schlingeri
Perdita schlingeri är en biart som beskrevs av Timberlake 1964. Perdita schlingeri ingår i släktet Perdita och familjen grävbin. Inga underarter finns listade i Catalogue of Life.